# ماريا فرانشيسكا أميرة سافوي
ماريا فرانشيسكا أميرة سافوي (بالإيطالية: Maria Francesca di Savoia) (26 ديسمبر 1914- 7 ديسمبر 2001) كانت الابنة الصغرى لفيكتور عمانويل الثالث ملك إيطاليا وإلينا دل مونتينيغرو.